# Katie Cassidy
Katherine Evelyn Anita Cassidy (Los Angeles, 25 november 1986), ook bekend als Katie Cassidy, is een Amerikaans actrice en zangeres. Ze maakte in 2003 haar acteerdebuut als een jongere versie van Candace 'C.D.' DeLorenzo (Tracey Needham) in een aflevering van de misdaadserie The Division. Haar filmdebuut volgde in 2006, als Tiffany in de horror-thriller When a Stranger Calls.
Cassidy is een dochter van popzanger David Cassidy en voormalig model Sherry Benedon. Ze nam als tiener acteer-, dans- en zanglessen en bracht op 16 juli 2002, ondanks de afkeuring van haar vader, de (cover)single "I Think I Love You" uit. Dit was in 1970 een hit van de The Partridge Family, waarin vader David met zijn stiefmoeder Shirley Jones de zangpartijen voor zijn rekening nam. Het nummer werd geen commercieel succes, maar Cassidy kreeg wel een rol in Bubblegum Babylon, een televisiespecial die de muziekcarrière van beginnende artiesten promoot. Ze werd zo voorgesteld aan de band Dream Street.
In 2004 werd Cassidy model. Ze stond model voor onder andere Abercrombie & Fitch en Guess. Door deze baan kreeg ze ook de kans actrice te worden. Cassidy kreeg meerdere rollen, waaronder een terugkerende in 7th Heaven. Ook kreeg ze een rol in Sex, Love & Secrets, waarvan vier afleveringen werden uitgezonden voordat de serie werd stopgezet. Verder had ze een rol in de televisieserie Supernatural als de demon Ruby. Cassidy kreeg een van de hoofdrollen in de remake van televisieserie Melrose Place, als socialite en zakenvrouw Ella Sims. Van 2012 tot 2020 was ze te zien in Arrow, als Laurel Lance.

## Prijzen en nominaties
| Jaar | Prijs                              | Categorie                                                                   | Werk                      | Resultaat   |
| ---- | ---------------------------------- | --------------------------------------------------------------------------- | ------------------------- | ----------- |
| 2010 | Fright Meter Award                 | Beste ondersteunende actrice                                                | A Nightmare on Elm Street | Genomineerd |
| 2010 | Teen Choice Awards                 | Keuze filmactrice: Horror/Thriller                                          | A Nightmare on Elm Street | Genomineerd |
| 2013 | Teen Choice Awards                 | Keuze televisieacrtrice: Fantasy/Sci-Fi                                     | Arrow                     | Genomineerd |
| 2015 | PRISM Award                        | Vertolking in een dramaserie met een verhaallijn van meerdere afleveringen. | Arrow                     | Gewonnen    |
| 2018 | FirstGlance Film Fest Philadelphia | Beste actrice.                                                              | Grace                     | Gewonnen    |